# فيراري جي تي 4
فيراري جي تي 4 (بالإيطالية: Ferrari GT4)‏ ، هي سيارة رياضية إيطالية، أنتجها شركة فيراري ، بدأت ظهورها عام 1973 م، وتنتهي عام 1980 م.